# بطل الجميع
بطل الجميع (بالإنجليزية: Everyone's Hero)‏ فيلم رسوم متحركة أمريكي من إخراج كولين برادي وكريستوفر ريف ودان سانت بيير ، صدر عام 2006.

## طاقم التمثيل
- جاك أوستن
- روب راينر

- ووبي غولدبرغ
- ويليام ميسي
- روبن ويليامز
- رايفن سيمون
- ماندي باتينكين
- دانا ريف
- كشك الكرز
- فورست ويتكر
- روبرت واغنر
- بريان دينيهي

## روابط خارجية
- بطل الجميع على موقع IMDb (الإنجليزية)
- بطل الجميع على موقع ميتاكريتيك (الإنجليزية)
- بطل الجميع على موقع روتن توميتوز (الإنجليزية)
- بطل الجميع على موقع نتفليكس (الإنجليزية)
- بطل الجميع على موقع قاعدة بيانات الأفلام العربية
- بطل الجميع على موقع ألو سيني (الفرنسية)
- بطل الجميع على موقع Turner Classic Movies (الإنجليزية)
- بطل الجميع على موقع أول موفي (الإنجليزية)
- بطل الجميع على موقع بوكس أوفيس موجو (الإنجليزية)
- بطل الجميع على موقع فيلمافينيتي (الإسبانية)